# Seznam chráněných území v okrese Nový Jičín
Toto je seznam chráněných území v okrese Nový Jičín aktuální k roku 2020, ve kterém jsou uvedena chráněná území v oblasti okresu Nový Jičín.
| Kód  | Obrázek                                                                                   | Typ  | Název                          | Rozloha (ha) | Galerie Commons                                                                      | Popis území | Souřadnice                       |
| ---- | ----------------------------------------------------------------------------------------- | ---- | ------------------------------ | ------------ | ------------------------------------------------------------------------------------ | --- | -------------------------------- |
| 2237 | PR Bartošovický luh                                                                       | PR   | Bartošovický luh               | 296,91       | Kategorie „Bartošovický luh“ na Wikimedia Commons                                    | Území soustředěných přírodních hodnot se zastoupením ekosystémů typických a významných pro Pooderský bioregion. | 49°40′19″ s. š., 18°0′58″ v. d.  |
| 2243 | les nad potokem poblíž východního okraje rezervace                                        | PR   | Bařiny                         | 42,20        | Kategorie „Bařiny“ na Wikimedia Commons                                              | Soustředěné přírodní hodnoty se zastoupením ekosystémů typických a významných pro oderský bioregion. | 49°37′51″ s. š., 17°57′23″ v. d. |
| 5311 | PR Bažantula                                                                              | PR   | Bažantula                      | 36,52        | Kategorie „Bažantula“ na Wikimedia Commons                                           | přírodě blízký, druhově bohatý rybniční ekosystém se vzácnými rostlinnými společenstvy a soustředěným výskytem a rozmnožováním zvláště chráněných druhů rostlin a živočichů | 49°43′28″ s. š., 18°4′42″ v. d.  |
| 82   | Okraj CHKO Beskydy u Mořkova na Novojičínsku - pohled na vrch s přírodní rezervací Huštýn | CHKO | Beskydy                        | 116 000      | Kategorie „CHKO Beskydy“ na Wikimedia Commons                                        | | 49°34′52″ s. š., 18°35′15″ v. d. |
| 6202 | travní porosty v západním dílu chráněného území v okolí horního vleku                     | PP   | Červený kámen                  | 21,9223      | Kategorie „Červený kámen (natural monument)“ na Wikimedia Commons                    | Petrifikující prameny s tvorbou pěnovců, karpatské druhy květeny, extenzívní sečené louky nížin až podhůří | 49°34′48″ s. š., 18°9′33″ v. d.  |
| 1175 | Domorazské louky                                                                          | PP   | Domorazské louky               | 7,18         | Kategorie „Domorazské louky“ na Wikimedia Commons                                    | Jedinečné naleziště chráněných druhů rostlin (zejména vstavačovitých). | 49°30′53″ s. š., 18°0′33″ v. d.  |
| 2059 | Přírodní rezervace Huštýn                                                                 | PR   | Huštýn                         | 11,91        | Kategorie „Huštýn (nature reserve)“ na Wikimedia Commons                             | Cenný geomorfologický útvar a na něj navazující přirozený lesní porost s výskytem vzácných druhů | 49°31′2″ s. š., 18°4′9″ v. d.    |
| 2162 | Kamenárka                                                                                 | PP   | Kamenárka                      | 4,46         | Kategorie „Kamenárka“ na Wikimedia Commons                                           | Významná geologická lokalita - odkryv tithonských štramberských vápenců - s výskytem zvláště chráněných druhů rostlin a živočichů vázaných na geologický podklad. | 49°35′25″ s. š., 18°7′20″ v. d.  |
| 1963 | pohled na rezervaci z jejího jižního okraje                                               | PR   | Koryta                         | 12,93        | Kategorie „Koryta (nature reserve)“ na Wikimedia Commons                             | Lužní les v říční terase Odry, významné olšiny | 49°41′18″ s. š., 18°3′33″ v. d.  |
| 190  | Rybník Kotvice                                                                            | PR   | Kotvice                        | 60,56        | Kategorie „Kotvice“ na Wikimedia Commons                                             | Ochrana zachovalé biocenózy rybníka, typické pro celou jihozápadní část jistebnické rybniční soustavy. | 49°42′4″ s. š., 18°4′54″ v. d.   |
| 2094 | částečně posečené louky na území PR                                                       | PR   | Královec                       | 4,89         | Kategorie „Královec (nature reserve)“ na Wikimedia Commons                           | Ekosystém mokřadních společenstev lučních porostů s remízy prameništních olšin na podmáčeném podkladě kulmských hornin s výskytem zvláště chráněných druhů rostlin a živočichů. | 49°41′56″ s. š., 17°42′28″ v. d. |
| 6203 | lesní porosty na severovýchodním okraji PP Libotín                                        | PP   | Libotín                        | 19,7042      | Kategorie „Libotín (natural monument)“ na Wikimedia Commons                          | Petrifikující prameny s tvorbou pěnovců, karpatské druhy květeny | 49°34′4″ s. š., 18°4′32″ v. d.   |
| 2083 |                                                                                           | PP   | Meandry Staré Odry             | 25,77        | Kategorie „Meandry Staré Odry“ na Wikimedia Commons                                  | Zbytek původního meandrujícího koryta Odry s množstvím tůní a břehovitými porosty s pestrou skladbou | 49°37′19″ s. š., 17°54′58″ v. d. |
| 1339 | Lesní porost ve spodní části PP                                                           | PP   | Na Čermence                    | 9,27         | Kategorie „Na Čermence“ na Wikimedia Commons                                         | Významné přirozené hnízdiště mnoha druhů ptactva ve staré bukové kmenovině s příměsí lípy, jedle, klenu a smrku na úbočních svazích dvou levostranných přítoků říčky Čermné. | 49°43′44″ s. š., 17°46′11″ v. d. |
| 275  | Noříčí                                                                                    | PR   | Noříčí                         | 37,90        | Kategorie „Noříčí“ na Wikimedia Commons                                              | Ochrana lesního porostu s přirozenou dřevinnou skladbou typickou pro západokarpatskou oblast s bohatým zastoupením lesních typů a zajištění lesního společenstva s ohroženými rostlinnými a živočišnými druhy před činnostmi, jež mají negativní dopad na přírodní procesy. | 49°30′33″ s. š., 18°16′12″ v. d. |
| 1881 | Pikritové mandlovce u Kojetína v červenci 2022                                            | PP   | Pikritové mandlovce u Kojetína | 0,23         | Kategorie „Pikritové mandlovce u Kojetína“ na Wikimedia Commons                      | Významná geologická lokalita - stratotyp jedné z forem podmořské činnosti z období spodní křídy. | 49°33′31″ s. š., 17°59′8″ v. d.  |
|      | Pohled ze štramberské Trúby na vrch Kotouč v centrální části přírodního parku             | PřP  | Přírodní park Podbeskydí       | 12 800       | Kategorie „Nature park Podbeskydí“ na Wikimedia Commons                              | | 49°34′18″ s. š., 18°5′13″ v. d.  |
| 6204 | údolí mezi hradiskem Požaha a hřebenem Dlouhého kopce chráněné v rámci PP                 | PP   | Pod Požahou                    | 238,8049     | Kategorie „Pod Požahou“ na Wikimedia Commons                                         | Významná lokalita vstavače bledého | 49°33′20″ s. š., 17°58′43″ v. d. |
| 1894 | Polštářové lávy ve Straníku                                                               | PP   | Polštářové lávy ve Straníku    | 0,04         | Kategorie „Polštářové lávy ve Straníku“ na Wikimedia Commons                         | Velký odkryv s polštářovými lávami těšínitové vulkanické asociace | 49°32′59″ s. š., 17°59′17″ v. d. |
| 85   | Rybník Kotvice                                                                            | CHKO | Poodří                         | 8 150        | Kategorie „CHKO Poodří“ na Wikimedia Commons                                         | Rozsáhlá oblast v Povodí řeky Odry se zachovalými slepými rameny, druhově rozmanitými rybníky, lužními lesy a nivními loukami. | 49°39′6″ s. š., 17°58′23″ v. d.  |
| 1665 | Prameny Zrzávky                                                                           | PP   | Prameny Zrzávky                | 0,47         | Kategorie „Prameny Zrzávky“ na Wikimedia Commons                                     | Dva samostatné vývěry vody se silným obsahem síranu železitého a sirovodíku | 49°31′30″ s. š., 18°0′46″ v. d.  |
| 354  | Kaple na Radhošti                                                                         | NPR  | Radhošť                        | 144,93       | Kategorie „Radhošť“ na Wikimedia Commons                                             | Ochrana vrcholových porostů na severních svazích Radhoště a významných rostlinných druhů. | 49°29′43″ s. š., 18°13′3″ v. d.  |
| 2198 | Rákosina                                                                                  | PR   | Rákosina                       | 16,25        | Kategorie „Rákosina (nature reserve)“ na Wikimedia Commons                           | Území tvoří terestrická rákosina, na niž navazují mokřady, louky a lesní porost. Mělké tůně zarůstající plovoucími vodními rostlinami obklopují společenstva vysokých bažinatých bylin. Zoologicky významná lokalita bezobratlých, obojživelníků apod. | 49°44′25″ s. š., 18°8′30″ v. d.  |
| 2172 |                                                                                           | PR   | Rybníky v Trnávce              | 14,28        | Kategorie „Nature reserve Rybníky v Trnávce“ na Wikimedia Commons                    | Vodní a mokřadní ekosystém rybníků, významná lokalita výskytu zvláště chráněných druhů živočichů a rostlin. | 49°40′59″ s. š., 18°11′8″ v. d.  |
| 1139 |                                                                                           | PP   | Sedlnické sněženky             | 16,04        | Kategorie „Sedlnické sněženky“ na Wikimedia Commons                                  | Nejbohatší naleziště sněženky podsněžníku v povodí řeky Odry. Fragmenty dubohabřin, jasanovo-olšových lužních lesů a střídavě vlhkých bezkolencových luk navazujících na vodní tok Sedlnice, s výskytem zvláště chráněných druhů rostlin a živočichů. | 49°38′37″ s. š., 18°5′42″ v. d.  |
| 1340 |                                                                                           | PP   | Stříbrné jezírko               | 0,22         | Kategorie „Stříbrné jezírko“ na Wikimedia Commons                                    | Zaplavený galenitový důl, významný biotop vodních živočichů a obojživelníků. | 49°41′2″ s. š., 17°52′8″ v. d.   |
| 426  | celkový pohled na PR z údolí říčky Suché                                                  | PR   | Suchá Dora                     | 20,07        | Kategorie „Suchá Dora“ na Wikimedia Commons                                          | Zbývající přirozený porost typický pro Oderské vrchy se skalními výchozy a výskytem zvláště chráněných druhů živočichů | 49°41′24″ s. š., 17°45′46″ v. d. |
| 1736 | Luční biotopy na vrcholovém hřbetu Svince                                                 | PR   | Svinec                         | 38,25        | Kategorie „Svinec“ na Wikimedia Commons                                              | Květnaté louky, pastviny a lesní ekosystémy se vzácnou květenou a zvířenou | 49°34′3″ s. š., 17°59′ v. d.     |
| 435  | Jeskyně Šipka                                                                             | NPP  | Šipka                          | 24,61        | Kategorie „Šipka (national natural monument)“ na Wikimedia Commons                   | Ochrana nejstarší dosud objevené stanice člověka na našem území a zároveň naleziště vzácné reliktní květeny. | 49°35′12″ s. š., 18°7′4″ v. d.   |
| 6205 | lučinaté svahy jižně od Váňova kamene ve východním dílu PP                                | PP   | Štramberk                      | 41,1020      | Kategorie „Štramberk (natural monument)“ na Wikimedia Commons                        | Skalní výchozy s vápnitými nebo bazickými skalními trávníky, panonské skalní trávníky, polopřirozené suché trávníky a facie křovin na vápnitých podložích (význačná naleziště vstavačovitých), polopřirozené suché trávníky a facie křovin na vápnitých podložích, extenzivní sečené louky nížin až podhůří, petrifikující prameny s tvorbou pěnovců, chasmofytická vegetace vápnitých skalnatých svahů, lesy svazu Tilio-Acerion na svazích, sutích a v roklích. V lokalitě se vyskytuje řada vzácných rostlin a živočichů, mj. kruštík ostrokvětý, kruštík drobnolistý, vstavač bledý, záraza vyšší, tořič včelonosný, silenka hajní či hlaváč lesklý. | 49°35′36″ s. š., 18°7′57″ v. d.  |
| 1092 |                                                                                           | PP   | Travertinová kaskáda           | 1,26         | Kategorie „Travertinová kaskáda“ na Wikimedia Commons                                | Významný geologický útvar; travertinový val; a lesní a luční biotop s výskytem zvláště chráněných druhů rostlin na svahu Tichavské hůrky. | 49°34′35″ s. š., 18°11′47″ v. d. |
| 449  | Přírodní rezervace Trojačka                                                               | PR   | Trojačka                       | 60,55        | Kategorie „Trojačka (nature reserve)“ na Wikimedia Commons                           | Ochrana komplexu listnatých smíšených porostů s fragmenty přírodních suťových lesů ve věku okolo 170 let na severních svazích Veřovických vrchů s výskytem vzácných a ohrožených druhů rostlin a živočichů, zejména kriticky ohrožené kapradiny jazyka jeleního. | 49°30′49″ s. š., 18°2′31″ v. d.  |
| 1664 | Váňův kámen v srpnu 2021                                                                  | PP   | Váňův kámen                    | 0,77         | Kategorie „Váňův kámen“ na Wikimedia Commons                                         | Ochrana významného skalního útvaru - dominantního výchozu jurského vápence s výraznou brekciovou texturou. | 49°35′30″ s. š., 18°7′46″ v. d.  |
| 2061 | PP Velký kámen                                                                            | PP   | Velký kámen                    | 3,65         | Kategorie „Velký kámen (natural monument, Nový Jičín District)“ na Wikimedia Commons | Cenný geomorfologický útvar a fragment lesního přirozeného charakteru s vysokou biodiverzitou | 49°31′46″ s. š., 18°9′6″ v. d.   |
| 1959 | Vrásový soubor v Klokočůvku                                                               | PP   | Vrásový soubor v Klokočůvku    | 1,24         | Kategorie „Vrásový soubor v Klokočůvku“ na Wikimedia Commons                         | Soubor vrás na přirozeném výchozu na břehu Odry | 49°43′11″ s. š., 17°44′38″ v. d. |

## Zrušená chráněná území
| Kód  | Obrázek | Typ | Název        | Rozloha (ha) | Galerie Commons                             | Popis území                                                                        | Souřadnice                       |
| ---- | ------- | --- | ------------ | ------------ | ------------------------------------------- | ---------------------------------------------------------------------------------- | -------------------------------- |
| 1962 |         | PP  | Pusté nivy † | 0,74         | Kategorie „Pusté nivy“ na Wikimedia Commons | Zbytek lužního lesa s mohutnými trsy lípy srdčité, zaplavované tůně - zrušeno 2014 | 49°39′52″ s. š., 17°59′52″ v. d. |